# Rafael Soto
Rafael Soto, född den 14 oktober 1957 i Jerez de la Frontera i Spanien, är en spansk ryttare.
Han tog OS-silver i lagtävlingen i dressyr i samband med de olympiska ridsporttävlingarna 2004 i Aten.